# أحسنت يا سام!
أحسنت يا سام! (1992), هي رواية أطفال من تأليف لويس لوري. وهي الكتاب الثاني في سلسلة كتبتها لوري عن أناستاسيا وأخيها الأصغر سام.

## القصة
عندما تعلن السيدة كرابنيك أنها تريد هدايا مصنوعة يدويًا فقط في عيد ميلادها، تقرر أناستاسيا، الأخت الكبرى لسام، أن تكتب قصيدة لوالدتهما، بينما يختار سام أن يصنع عطراً. يبدأ سام في جمع أشياء مختلفة تقول والدته إنها تحب رائحتها، ويخزنها في زجاجة عصير عنب. ومع ذلك، ومع استمرار سام في جمع المزيد والمزيد من المكونات للعطر — مثل غليون والده، وحساء الدجاج، وخصل من الشعر المغسول حديثًا، والخميرة، ومناديل الأطفال — يدرك أن العطر بدأت رائحته تزداد سوءًا. ومع ذلك، يواصل سام صنع العطر، على أمل أن تتحسن رائحته في النهاية.

## الأنطباعات
أشادت مجلة مراجعات كيركس بالكتاب، واصفة بأنه دافئ، مفعم بالحيوية، صادق في تصويره للحياة الداخلية الحقيقية للأطفال، ومضحك لدرجة الضحك بصوت عالٍ طوال الوقت.
أما مراجعة بابليشرز ويكلي فوجدت أن الكتاب ممتع بشكل عام، وخاصة أشادت بالعلاقة بين سام وأناستاسيا، لكنها أشارت إلى أن الفئة العمرية المستهدفة في الكتاب غير واضحة، حيث أن القصة الجانبية الخاصة بأناستاسيا تبدو أكثر ملاءمة للقراء الأكبر سنًا.